# Karłowice (powiat poznański)
Karłowice – wieś w Polsce położona w województwie wielkopolskim, w powiecie poznańskim, w gminie Swarzędz.
W latach 1975–1998 miejscowość administracyjnie należała do województwa poznańskiego.
Nazwa wsi jest nazwą osobową, pochodzi od imienia Karl (Carl). 
W XIX i do poł. XX w. należała do von Treskowów (jako część dóbr Wierzonka).
We wsi zachował się dwór, a raczej budynek rządcy, z 2 poł. XIX w. nawiązujący formą do willi włoskiej. Składa się z dwóch poprzecznie do siebie ustawionych brył, parterowej i piętrowej, tworzących w rzucie kształt litery T. Obok dworu park z lat 1860-80 o powierzchni ok. 2,5 ha i zabudowania folwarczne, częściowo z końca XIX w. W parku kamienna lodownia z czasu budowy dworku, wykorzystywana nadal jako piwnica. Wśród zabudowań folwarcznych kuźnia z wieżą (1878) i trzykondygnacyjny, nietynkowany spichlerz.